# Dresden-Niedersedlitz
Dresden-Niedersedlitz – przystanek kolejowy w Dreźnie, w kraju związkowym Saksonia, w Niemczech. Znajduje się tu 1 peron.